# 花木蘭嗩吶協奏曲
《花木蘭》嗩吶協奏曲，關迺忠所作，取材於豫劇《花木蘭》中的唱腔，發揮嗩吶擅於模仿人聲的特點，樂曲描寫中國傳說人物花木蘭代父從軍的故事，為現今少數大型嗩吶協奏曲之一。

## 樂曲結構
樂曲約長22-23分鐘，共分成6段，連續演奏：
1. 木蘭織布在草堂：先是由樂隊和演出雄壯的序奏，接著以嗩吶主奏柔美的旋律帶入第1段，在與樂隊的對唱中，表現出花木蘭女性溫柔的一面和與父母間的感情，並描寫其家鄉的和平美麗的景致。
2. 敵情陣陣急人心：以彈撥樂和低音開始帶出較緊張快速的旋律，展現邊關傳來敵情，必須徵召父親，接著嗩吶奏出曲調較憂傷的旋律，展現花木蘭對於多病父親被徵召的擔憂，旋律經幾番轉折後，帶入較堅定的旋律，顯示出花木蘭終於決心要代父從軍。
3. 誰說女兒不如男：嗩吶和樂隊對奏，嗩吶先以充滿自信的旋律，奏出花木蘭以史上女英雄的故事試圖說服父母讓她從軍，後段則以深清的旋律，表現出與父母的感情和離別的不捨。
4. 殺敵立功在邊關：以樂隊尤其打擊樂器營造激烈的戰場氣氛，主奏嗩吶雄壯激越的旋律以及不時模仿馬蹄聲，展現花木蘭在戰場上的英勇，段末並運用長段循環換氣的演奏。
5. 歡慶勝利返家園：直接接續上段的音樂，以樂隊和嗩吶演奏歡快熱烈的旋律，表現出戰爭勝利之後，花木蘭回歸家鄉的歡樂。
6. 今日重穿女兒裝：音樂由上段的歡快轉為安靜，彈撥樂和板胡營造了恬靜的氣氛，接著樂隊與嗩吶之間優美旋律的對唱，表現出花木蘭恢復女裝，家園再現和平景象，樂曲最後在歡快熱烈的氣氛中結束，展現花木蘭的故事流傳後代。

## 錄音
- 《花木蘭》（雨果唱片）：郭進財演奏，關迺忠指揮高雄市立國樂團。